# Gobierno de Aragón
El Gobierno de Aragón o Diputación General de Aragón (en aragonés, Deputación Cheneral d'Aragón) es el órgano de gobierno de la comunidad autónoma española de Aragón, nacido durante la Transición como órgano ejecutivo preautonómico. Representa el poder ejecutivo de la comunidad y su sede principal se halla en la Real Casa de la Misericordia en Zaragoza, edificio también llamado El Pignatelli. Tiene su origen histórico en la Diputación del General del Reino de Aragón o Generalidad de Aragón, vigente entre 1364 y 1708, y cuyo origen se encuentra en las Cortes de 1188.
No hay que confundirla con las Cortes de Aragón, las cuales ejercen el poder legislativo en este territorio.

## Composición
Su presidente es elegido por las Cortes de Aragón y nombrado por el Rey de España. El presidente ejerce la suprema representación de Aragón y la ordinaria del Estado en este territorio. Preside el Gobierno de Aragón y dirige y coordina su acción. El actual Gobierno del Partido Popular, es el siguiente:
| Gobierno de Aragón - XI Legislatura                                              |                             |         |         |
| Presidente del Gobierno de Aragón                                                | Jorge Antonio Azcón Navarro |         | PP      |
| Departamento                                                                     | Titular                     | Partido | Partido |
| Vicepresidencia primera Portavocía del Gobierno Presidencia, Economía y Justicia | Mar Vaquero Periánez        |         | PP      |
| Educación, Cultura y Deporte                                                     | Tomasa Hernández Martín     |         | PP      |
| Hacienda, Interior y Administración Pública                                      | Roberto Bermúdez de Castro  |         | PP      |
| Fomento, Vivienda, Logística y Cohesión Territorial                              | Octavio López Rodríguez     |         | PP      |
| Agricultura, Ganadería y Alimentación                                            | Javier Rincón               |         | PP      |
| Medio Ambiente y Turismo                                                         | Manuel Blasco Marqués       |         | PP      |
| Empleo, Ciencia y Universidad                                                    | Claudia Pérez Forniés       |         | PP      |
| Sanidad                                                                          | José Luis Bancalero Flores  |         | PP      |
| Bienestar Social y Familia                                                       | Carmen Marín Susín Gabarre  |         | PP      |
| Fuente: Gobierno de Aragón                                                       |                             |         |         |